# Comblanchien (pierre)
Le comblanchien est une pierre calcaire, notamment employée en décoration architecturale pour son aspect proche de celui du marbre. Il est extrait de strates géologiques datées du Bathonien (Jurassique moyen, de 168,3 ± 1,3 à 166,1 ± 1,2 million d'années).
Il doit son nom à la commune de Comblanchien dans la Côte-d'Or (Bourgogne, d'où son nom de pierre de Bourgogne), où se trouvent les carrières dont il est extrait. Les carrières se trouvent dans un escarpement au nord et au sud du village de Comblanchien. Ce calcaire est issu de cinq bassins principaux, le Mâconnais, le Nivernais, le Châtillonnais, le Tonnerrois, le Comblanchien.
À l'origine, le Comblanchien désignait, pour les carriers, un banc de 6 m d'épaisseur situé au tiers inférieur de la formation ; cette appellation a été étendue par les géologues à l'ensemble de celle-ci.

## Géologie
Le calcaire de Comblanchien est un calcaire très pur (> 99 % de CaCO3) et compact. Il affleure largement en Côte-d'Or, notamment dans la côte de Nuits, où son épaisseur atteint 70 m à Nuits-Saint-Georges, ainsi que dans la région dijonnaise, où son épaisseur est de 60 m. Sa grande résistance à l'érosion lui permet d'affleurer en falaises et il est à l'origine des reliefs typiques de la Côte (combes de la Côte de la Montagne en particulier).
Le Comblanchien apparaît le plus souvent sous un faciès très micritique, avec des bancs de un à plusieurs mètres, très résistants et très stylolithisés. De couleur beige, il présente en son sein des teintes rosées et rougeâtres caractéristiques de la formation. Il existe également de nombreuses variations de faciès. Parfois, des calcaires plus grossiers, dits graveleux, composés d'oncolithes, se développent, surtout en allant vers l'ouest. Certains bancs sont également dolomitisés, en particulier à l'ouest de Beaune (10 à 15 m dans la partie supérieure de la formation à Montceau-et-Écharnant) ; ces dolomies, friables, affichent des couleurs jaunes, ocres, rougeâtres ou violacées.
Il est daté du Bathonien supérieur le long de la Côte ainsi que dans la région dijonnaise, et du Bathonien moyen plus au nord. Il est situé, dans la série sédimentaire dijonnaise, entre l'Oolithe blanche (en dessous, plus ancienne) et la Dalle nacrée (au-dessus, plus récente).

## Pierre à bâtir
Le Comblanchien a des caractéristiques semblables au marbre, avec des nuances allant du rose liseron au beige. Son aspect veiné est recherché en architecture. Il n'est pas sujet au gel ; son grain est fin et peut être poli : il peut même être glissant comme pavement. Ce « marbre » de Comblanchien qui se décline en 83 variétés et de multiples nuances (blanche, rose, bleue, grise, jaune, dorée, veinée, perlée, grainée, rubanée, mouchetée...) est utilisé en construction, par exemple par Garnier à l'Opéra de Paris, sur l'escalier de la pyramide du Louvre ou en pavement, comme sur la place du marché de Garges-lès-Gonesse et plus récemment le parvis de la cathédrale Notre Dame de Paris.
Cette roche n’est utilisée fréquemment dans d'autres régions que depuis le milieu du XIXe siècle, moment à partir duquel le creusement du canal de Bourgogne a permis son acheminement par voie navigable.